# Февр-Дю-Гранво, Базиль
Базиль Февр-Дю-Гранво, или гражданин Февр из Гран-Во (фр. Fèvre Du Grand-Vaux; Grandvaux), урождённый Базиль Фэвр (фр. Basile Faivre; 17 января 1763; Гранво, Grandvaux, деп. Юра — 1834; Гранво) — французский публицист, деятель Французской революции, поборник государственного воспитания для всех граждан. Автор педагогических, поэтических и художественных произведений.
Родился в семье Жан-Пьера Фэвра (Jean-Pierre Faivre) и Мари-Роз Гро (Marie-Rose Gros); предназначался в католические священники. После блестящей учебы в семинарии Безансона, где он изучал наряду с богословием латинский и греческий языки, Базиль порвал с религией и родителями, и отправился в Париж. С 1786 по 1791 годы преподавал и опубликовал множество статей. С 1791 участвовал в десяти военных кампаниях, в том числе в тех, где погибли двое из его братьев.
В 1794 году составил проект учреждения в каждом департаменте Франции общих интернатов для всех детей; по выходе из интерната дети должны были поступать в мастерские и училища, устраиваемые для них государством.
В 1797 году Февр-Дю-Гранво жил в Корфу, где составил план конституции для острова. Написал:
- «Lettre d’un jeune homme au père de ses anciens élèves sur la nature des différents êtres» (1789);
- «Lettre à Madame la comtesse*** sur l’éducation des jeunes demoiselles» (Париж, 1789);
- «L’Emile réalisé ou plan d’éducation générale» (1794);
- «Nouvelle organisation des sociétés pour faire suite à l’Emile réalisé» (1795).

Все свои сочинения Февр-Дю-Гранво впоследствии издал под заглавием «Mélanges» (П., 1801).
Вернулся в Гранво в 1806 году. Преподавал, был директором школы в Лон-ле-Сонье, оставаясь адептом добродетели целомудрия.